# 虎头镇 (虎林市)
虎头镇，是中华人民共和国黑龙江省鸡西市虎林市下辖的一个乡镇级行政单位。

## 行政区划
虎头镇下辖以下地区：
半站村、月牙村、卫疆村、朱德山村、富路村、大王家村、虎头村、新岗村、新庆村和新兴村。